# Hinterland (film)
Pour les articles homonymes, voir Hinterland (homonymie).
 (décembre 2022).
Si vous disposez d'ouvrages ou d'articles de référence ou si vous connaissez des sites web de qualité traitant du thème abordé ici, merci de compléter l'article en donnant les références utiles à sa vérifiabilité et en les liant à la section « Notes et références ».
Pour plus de détails, voir Fiche technique et Distribution.
Hinterland est un thriller historique autrichien, belge, luxembourgeois et allemand réalisé par Stefan Ruzowitzky et sorti en 2021.

## Synopsis
Vienne, 1920, capitale d'un pays meurtri et rapetissé. Des prisonniers de guerre enfin libérés débarquent, hâves et pouilleux, dans une ville rongée par la pauvreté, le chômage, les troubles sociaux et l'agitation nationaliste. Parmi eux, Peter Perg, qui fut policier avant 1914. Réintégré, non sans réticence dans les rangs des forces de l'ordre, il va en compagnie du commissaire Renner et de Theresa Körner, médecin-légiste, mener l'enquête sur une série de meurtres sordides, visant des anciens combattants. Chose étrange, les victimes sont toutes des ex-compagnons d'armes de Peter.

## Fiche technique
- Titre original : Hinterland
- Réalisation : Stefan Ruzowitzky
- Scénario : Stefan Ruzowitzky, Hanno Pinter et Robert Buchschwenter, d'après une idée de Hanno Pinter
- Musique : Kyan Bayani
- Décors : Martin Reiter, Andreas Robotka
- Costumes : Uli Simon
- Photographie : Benedict Neuenfels
- Son : Alain Goniva
- Montage : Oliver Neumann
- Production : Oliver Neumann, Sabine Moser, Bady Minck et Alexander Dumreicher-Ivanceanu
- Société de production : Scope Pictures, Freibeuter Film et Amour Fou Luxembourg
- Sociétés de distribution : 
  - Autriche : Constantin-Film
  - France : Eurozoom
- Pays de production :  Autriche,  Belgique,  Luxembourg et  Allemagne
- Langue originale : allemand
- Format : couleur — 2,35:1
- Genre : Thriller historique
- Durée : 98 minutes
- Dates de tournage : octobre et novembre 2019 au studio 1 de Rosenhügel à Vienne ainsi qu'aux studios Filmland à Kehlen au Luxembourg
- Dates de sortie :
  - Suisse : 6 août 2021 (Locarno)
  - Allemagne
    - 2 octobre 2021 (Hambourg)
    - 7 octobre 2021 (en salles)

  - Luxembourg : 20 octobre 2021
  - France : 28 décembre 2022

## Distribution
- Murathan Muslu : Peter Perg
- Liv Lisa Fries : Dr Theresa Körner
- Max von der Groeben : le commissaire Paul Severin
- Marc Limpach : le commissaire principal Victor Renner
- Margarethe Tiesel : Mme Subotic, la concierge
- Aaron Friesz : Kovacs
- Stipe Erceg : Bauer
- Matthias Schweighöfer : Josef Severin
- Maximillien Jadin : Gert Hoffmann, un jeune policier
- Timo Wagner : le lieutenant Hermann Krainer
- Trystan Pütter : Rudolf Gerster
- Germain Wagner : le comte Von Starkenberg, le commissaire général de la police viennoise
- Nilton Martins : le capitaine